# Persona 5
Persona 5 hay còn được biết đến với tên Shin Megami Tensei: Persona 5, đây là phiên bản thứ sáu của dòng trò chơi Persona (ペルソナ) do Atlus phát triển. Loạt Persona là 1 spin-off của Shin Megami Tensei - 1 loạt game lớn hơn. Persona 5 phát hành vào tháng 9 năm 2016 tại Nhật Bản trên hệ máy PlayStation 3 và PlayStation 4, và ra toàn thế giới vào tháng 4 năm 2017. Atlus phụ trách phát hành tại Nhật và Bắc Mĩ, Deep Silver phát hành tại Châu Âu và Úc. Phiên bản mở rộng bao gồm nhiều tính năng và nội dung mới. Persona 5 Royal, ra mắt trên hệ máy PlayStation 4 tại Nhật vào tháng 10 năm 2019 và toàn thế giới vào tháng 3 năm 2020.
Persona 5 diễn ra ở Tokyo thời hiện đại, game theo chân một học sinh trung học với mật danh Joker, buộc phải chuyển đến trường học mới sau khi bị quản thúc vì tội tấn công 1 người đàn ông vô cớ. Trong suốt một năm học, anh và các học sinh khác thức tỉnh sức mạnh đặc biệt, lập thành một nhóm hiệp sĩ bóng đêm gọi là Phantom Thieves of Hearts. Họ khám phá Metaverse, một cõi siêu nhiên sinh ra từ những ham muốn sâu trong tiềm thức của loài người, nhằm đánh cắp ý định xấu xa từ trái tim của những người lớn. Cũng như các phiên bản trước trong sê-ri, nhóm sử dụng các Persona gọi là Shadows để chiến đấu với kẻ địch. Trò chơi kết hợp giữa yếu tố nhập vai cùng với các tình huống mô phỏng xã hội.
Persona 5 do P-Studio phát triển, một studio trực thuộc Atlus, đứng đầu là giám đốc và nhà sản xuất trò chơi điện tử Hashino Katsura. Cùng với Hashino, đội ngũ nhân viên từ các trò chơi Persona trước đó, bao gồm thiết kế nhân vật Soejima Shigenori và nhà soạn nhạc Meguro Shoji cũng góp mặt. Việc chuẩn bị đã bắt đầu trong lúc còn đang phát triển Persona 4, và bắt đầu tập trung phát triển sau khi phát hành Catherine năm 2011. Lần đầu tiên công bố là vào năm 2013, Persona 5 bị trì hoãn do trò chơi vẫn chưa hoàn thành. Các chủ đề của trò chơi xoay quanh việc mong muốn có được sự tự do, thoát khỏi những hạn chế của xã hội hiện đại, trong khi câu chuyện của nó lấy cảm hứng mạnh mẽ từ tiểu thuyết picaresque, Persona của nhóm dựa trên những kẻ ngoài vòng pháp luật và những kẻ nổi loạn trong văn học.

## Lối chơi
Persona 5 là một trò chơi điện tử nhập vai, trong đó người chơi vào vai một nam sinh trung học, mật danh là Joker, sống và đi học ở Tokyo thời hiện đại trong 1 năm. Trò chơi có hệ thống chu kỳ ngày đêm và thời tiết, hệ thống đó sẽ xác định hành vi chung, tương tự như các trò chơi mô phỏng xã hội. Số năm trong trò chơi sẽ diễn ra theo các câu chuyện lẫn những sự kiện ngẫu nhiên khi Joker đi học. Anh có thể làm các công việc bán thời gian, tham gia các hoạt động giải trí hoặc tạo ra các vật phẩm dùng trong chiến đấu. Mỗi hoạt động khác nhau sẽ tăng các thuộc tính nhân vật, cho phép tạo các hiệu ứng nội tại trong trận chiến.
Khi ở thế giới thực, nhân vật chính có thể phát triển các mối quan hệ với những nhân vật khác gọi là "Confidants" - phát triển từ cơ chế "Social Links" xuất hiện trong Persona 3 và Persona 4. Với hệ thống này, nhân vật chính có thể trò chuyện và tăng mối quan hệ của anh với các nhân vật khác mà anh gặp, một vài mối quan hệ có thể phát triển thành tình cảm. Tăng cấp thân thiết với các thành viên trong nhóm sẽ mở ra những khả năng khác nhau để sử dụng trong chiến đấu, chẳng hạn như khả năng "Baton Pass", sau khi gây 1 đòn chí mạng thì có thể chuyển giao lượt của mình cho đồng đội khác và tăng cường tấn công tạm thời. Tăng cấp Confidants với những người không thuộc nhóm chiến đấu sẽ nhận thêm kiểu thưởng khác, chẳng hạn như mở khóa các vật phẩm và trang bị mới hoặc tăng thêm điểm kinh nghiệm và tiền yên.
Bên cạnh cuộc sống học đường bình thường là thám hiểm dungeon với hai loại khác nhau trong một cõi gọi là Metaverse: dungeon dành riêng cho cốt truyện trò chơi được gọi là "Palace - Cung điện" và ngục tối "Mementos". Cả hai đều xuất hiện đầy rẫy các Shadows - những con quái vật được sinh ra từ loài người, và mang theo cảm xúc của con người, chủ yếu là tiêu cực.
Trong Mementos, nhóm có thể thực hiện các yêu cầu từ các nhân vật không thể chơi được (NPC) từ liên kết "Confidant". Trong quá trình thám hiểm, nhóm phải ẩn nấp để tránh tầm nhìn của Shadows và một số khu vực chứa các câu đố có thể giải bằng cách sử dụng khả năng nhãn quan gọi là "Con mắt thứ ba", làm nổi bật các vật thể có thể tương tác và cho thấy sức mạnh của kẻ địch so với nhóm. Khi khám phá các Palaces dành cho cốt truyện, một "Thanh cảnh báo" sẽ được hiển thị, khi nhóm bị phát hiện hoặc chạy trốn trong lúc chiến đấu thì thanh cảnh báo sẽ tăng lên. Nếu đạt 100%, nhóm buộc phải rời khỏi Palaces. Thanh cảnh báo có thể giảm xuống bằng cách thực hiện các pha tập kích bất ngờ và tiêu diệt kẻ địch, và đồng thời cũng tự động giảm xuống sau khi qua 1 đêm. Xuyên suốt Palaces là những địa điểm gọi là "phòng an toàn". Trong đó, người chơi có thể lưu trò chơi, hồi phục và di chuyển nhanh đến các phòng an toàn khác trong Palace.
Cũng như các phiên bản trước trong loạt, trò chơi sử dụng hệ thống đánh theo lượt: trận chiến có thể bắt đầu khi cả nhóm lao vào kẻ địch, hoặc họ có thể khởi động một cuộc tấn công bất ngờ và giành lợi thế trong trận chiến. Trong trận chiến, cả nhóm có thể sử dụng cả vũ khí cận chiến và súng, ngoài việc có thể triệu hồi các Persona - các sinh vật biểu hiện thể chất của tâm lý và tiềm thức của một người. Nếu một nhân vật tấn công vào điểm yếu của kẻ địch hoặc gây chí mạng, họ sẽ đánh gục kẻ địch và nhận thêm một lượt đánh. Nếu tất cả kẻ địch bị đánh gục sẽ kích hoạt "Hold Up". Trong một lần, cả nhóm có thể phát động một cuộc "All-Out Attack - Tấn công toàn diện" gây sát thương lớn toàn bộ địch, đòi tiền hoặc vật phẩm, thậm chí là đàm phán. Đàm phán thành công khiến Shadow đó trở thành Persona mới của Joker: Shadow chỉ có thể thuyết phục tham gia nếu cấp độ của Joker bằng hoặc cao hơn chúng. Tương tự như các phiên bản trước, các thành viên trong nhóm có thể bị hạ gục, và nếu nhân vật chính bị hạ, trò chơi kết thúc. Đôi khi, nếu một thành viên trong nhóm bị hạ gục, họ có thể bị kẻ địch bắt giữ và không thể quay trở lại nhóm nếu đàm phán thất bại.
Persona mới sẽ vào nhóm thông qua đàm phán thành công trong trận chiến, các loại Persona khác nhau thể hiện thông qua các Lá Ẩn Chính khác nhau được liên kết với các Confidant. Persona có thể kết hợp, hoặc "hợp nhất" trong Velvet Room, một cõi mà Joker ghé thăm như một phần của hành trình xuyên suốt câu chuyện. Trong Velvet Room, Persona mới có thể hợp thể với quy trình hợp nhất "Guillotine", với các kỹ năng và chỉ số kế thừa từ Persona cũ được sử dụng để hợp thể. Persona cũ có càng nhiều kỹ năng, càng truyền lại nhiều hơn cho Persona hợp nhất. Sức mạnh của Persona phụ thuộc vào mức độ liên kết Confidant. Ngoài ra, Personas có thể hy sinh theo nhiều cách khác nhau như "Hanging" sẽ lấy điểm kinh nghiệm của Persona đã hy sinh cho một Persona khác và "Electric Chair" - hy sinh  để tạo ra một vật phẩm cao cấp. Cũng có thể gửi Persona vào "Solitary Confinement", nơi chúng sẽ phải trải qua đào tạo chuyên sâu và có thêm các kỹ năng bổ sung nhanh hơn bình thường. Số ngày mà một Persona phải duy trì để tăng sức mạnh dựa trên sức mạnh Ẩn Chính của nó.
Yếu tố nhiều người chơi tích hợp thông qua tính năng "Thieves Guild". Tương tự như hệ thống "Vox Populi" từ Persona 4 Golden, người chơi có tùy chọn xem những hoạt động mà người chơi khác đã làm trong bất kỳ ngày nào. Người chơi có thể gửi tin nhắn cho nhau, ngoài việc ảnh hưởng có lợi đến Thanh Cảnh báo cho người chơi thì còn hỗ trợ trong trận chiến khi một thành viên trong nhóm bị kẻ địch bắt làm con tin.

## Nội dung

### Bối cảnh và các nhân vật
Persona 5 diễn ra trong vũ trụ Persona, xoay quanh một nhóm học sinh trung học sử dụng các Persona, những biểu hiện vật lý của tâm lý bên trong của họ. Persona 5 lấy bối cảnh tại Tokyo thời hiện đại, vào tháng 4 năm "20XX" (2016), với các địa điểm thành phố có thực bao gồm Akihabara, Shinjuku và Shibuya. Bên cạnh yếu tố môi trường lớn hơn, có những địa điểm cụ thể có thể vào được, chẳng hạn như cửa hàng, nhà hàng và rạp chiếu phim. Bối cảnh chính trong suốt trò chơi diễn ra tại Học viện Shujin, một trường trung học mà nhân vật chính theo học. Khu vực chính thứ hai là "Metaverse", một cõi siêu nhiên bao gồm biểu hiện vật lý của những ham muốn tiềm thức của loài người. Trong Metaverse, những người có ham muốn to lớn sẽ tạo ra "Palace" độc nhất của riêng họ, mô phỏng theo nhận thức lệch lạc của họ về thế giới, cùng với một phiên bản Shadow sở hữu một "Kho báu" tượng trưng cho những tham vọng của họ. Cũng như các phiên bản trước đó, sự xuất hiện của Velvet Room, một nơi tồn tại dựa vào sự phát triển của người dùng Persona, nó sẽ thay đổi cảnh quan tùy thuộc vào vị "khách" hiện tại: trong Persona 5, căn phòng có hình dạng của một nhà tù.
Nhân vật mà người chơi nhập vai là một người ít nói, một tính năng phổ biến trong các trò chơi khác của Persona, có biệt hiệu là Joker. Anh trở thành thủ lĩnh của một nhóm "hiệp sĩ" gọi là Phantom Thief of Hearts, nhóm thay đổi trái tim của bọn tội phạm và những người xấu xa khác thông qua Metaverse để biến họ thành người tốt. Ngoài nhân vật chính thì còn các thành viên khác bao gồm học sinh cá biệt Ryuji Sakamoto, người mẫu thời trang Ann Takamaki và Morgana, một sinh vật có hình dạng như một con mèo bí ẩn. Xuyên suốt trò chơi sẽ có thêm nhiều người tham gia nhóm, bao gồm thần đồng hội họa Yusuke Kitagawa, chủ tịch hội học sinh Makoto Niijima, hacker hikikomori Futaba Sakura, và con gái chủ tịch tập đoàn Haru Okumura. Những người có sự tương tác với Joker là Goro Akechi, một thám tử trung học; Sae Niijima, công tố viên và là chị gái của Makoto; và những người trong Velvet Room, Igor và hai trợ lý Caroline và Justine. Joker cũng có tương tác với những người khác, bao gồm người chăm sóc anh và là cha nuôi Futaba, Sojiro Sakura, bạn cùng lớp Yuuki Mishima, cô giáo và cũng là giúp việc bán thời gian Sadayo Kawakami, game thủ arcade Shinya Oda, nhà báo Ichiko Ohya, thầy bói Chihaya Mifune, bậc thầy shogi Hifumi Togo, bác sĩ Tae Takemi, chính trị gia Toranosuke Yoshida, và chủ cửa hàng mô hình vũ khí Munehisa Iwai.

### Cốt truyện

#### Persona 5
Ngay khi vừa bắt đầu trò chơi, nhân vật chính đang ở casino cùng đồng đội. Cảnh sát xông vào và anh chạy trốn với sự giúp đỡ từ đồng đội nhưng cuối cùng vẫn bị bắt lại. Sau đó anh bị đem vào phòng thẩm vấn, bị cảnh sát chích thuốc, đánh đập và bắt phải kí tên vào 1 bản cáo buộc mà anh không liên quan. Sau đó công tố viên Sae Niijima xuất hiện và hỏi anh những sự kiện đã diễn ra trong suốt 1 năm, hầu hết những gì bạn chơi trong game đều là những gì Joker (nhân vật chính) kể lại cho Sae.
Câu chuyện bắt đầu khi Joker tới Tokyo để ở cùng với bạn của gia đình anh Sojiro Sakura - chủ sở hữu quán cà phê Café Leblanc và theo học tại Học viện Shujin trong thời gian một năm sau khi anh bị quản chế vì bảo vệ một người phụ nữ thoát khỏi một người đàn ông say rượu đang hành hạ cô trên đường, hắn đã vu cáo anh về tội hành hung, dẫn đến việc bị đuổi khỏi trường cũ. Trong đêm dọn đến tầng trên quán cà phê, anh nằm mơ thấy chính mình xuất hiện ở Velvet Room, trong hoàn cảnh đang bị quản chế bởi Igor và hai canh ngục là Caroline và Justine. Vào ngày đầu tới Shujin, nhân vật chính đã gặp bạn cùng lớp Ann Takamaki đang đi xe tới trường và Ryuji Sakamoto, người dẫn đường tới trường cho anh. Tuy nhiên, sau khi Ryuji phàn nàn về giáo viên thể dục Suguru Kamoshida, chính là người đã chở Ann tới trường. Anh và nhân vật chính đã vô tình kích hoạt một ứng dụng bí ẩn trên điện thoại của nhân vật chính. Khiến cho họ rơi vào một thế giới ảo kì lạ mà ngôi trường của họ trở thành 1 lâu đài đầy rẫy quái vật.
Sau đó, họ gặp 1 người giống hệt Kamoshida. Khi hắn chuẩn bị kết liễu họ, Joker đột nhiên thức tỉnh Persona của chính mình: Arsène, và cứu 2 người họ thoát khỏi cảnh tử. Tại đây anh còn gặp Morgana - 1 sinh vật trông như mèo, biết đứng, nói chuyện, và cũng có Persona riêng tên Zorro (ở thế giới thật thì Morgana vẫn là 1 chú mèo bình thường). Sau này Ryuji cũng thức tỉnh Persona của riêng mình tên là Captain Kidd. Morgana cho biết việc thay đổi trái tim của những kẻ độc ác bằng cách đánh cắp "Kho báu" của họ sẽ khiến họ trở thành người tốt, nguồn gốc cảm xúc hành vi của họ, từ các Palace được cai trị bởi tiềm thức thật sự của họ.
Vốn vô tình bị kéo vào Metaverse và phát hiện ra tính cách thật sự của Kamoshida sau khi chứng kiến người bạn thân, Shiho Suzui, cố tử tự vì bị Kamoshida hãm hại, Ann thức tỉnh Persona của cô, Carmen, và tham gia nhóm. Cả nhóm ngay sau đó tự lập 1 nhóm lấy tên "Phantom Thieves of Hearts" và đánh cắp kho báu từ Palace của Kamoshida, để lại một thẻ khiêu chiến để chứng minh sự tồn tại của họ nhằm khiến kho báu xuất hiện, mục đích cuối cùng là để ngăn việc nhân vật chính và Ryuji bị đuổi khỏi trường ngay khi Kamoshida thừa nhận tội lỗi trong việc lạm dụng học sinh của mình. Trong nhóm, mật danh của nhân vật chính là Joker, Ryuji là Skull, Ann là Panther và Morgana là Mona.
Cả ba người cũng hứa giúp Morgana điều tra bên trong Mementos càng sâu càng tốt, để phục hồi ký ức đã mất cũng như khám phá nguồn gốc của bản thân. Trong khi đó, Mishima - lớp trưởng của nhân vật chính, hứa với anh rằng anh sẽ cố gắng bù đắp lỗi lầm khi xưa từng giúp cho Kamoshida, bằng cách mở một fansite Phantom Thief, nơi mọi người sẽ gửi những yêu cầu và mong nhóm thay đổi trái tim của những kẻ ác tâm. Trong lúc điều tra Mementos, đội phát hiện 1 Shadow có vấn đề với cố vấn hội họa trước đây, Ichiryusai Madarame. Cả nhóm sớm bị vướng vào mớ hỗn độn khi Ann được học sinh hiện tại của Madarame, Yusuke Kitagawa, tiếp cận. Anh ta muốn Ann làm người mẫu. Họ phát hiện ra rằng Madarame đã đạo nhái tác phẩm của học sinh vì lợi ích cá nhân của bản thân và quyết định cố gắng moi thêm thông tin từ Yusuke nhưng không có kết quả, nhưng họ đã phát hiện ra được Palace của Maradame, một bảo tàng nghệ thuật đồ sộ trưng bày tất cả các sinh viên như những "tác phẩm nghệ thuật" của ông. Trong kế hoạch tiếp cận kho báu, Ann đồng ý làm người mẫu cho Yusuke trong khi Morgana cố gắng phá khóa cửa trong thế giới thực, cuối cùng tiết lộ sự thật về Madarame cho Yusuke. Ann và Morgana hoảng loạn khi Madarame đe dọa sẽ gọi cảnh sát, họ đến Palace và tình cờ Yusuke đi cùng họ. Nơi đây, anh ta phải đối mặt với Shadow Madarame, hắn tiết lộ chính hắn góp phần gây ra cái chết của mẹ Yusuke, điều đó làm thức tỉnh Persona của anh, Goemon. Sau khi đánh cắp kho báu và đánh bại Shadow Madarame, Madarame công khai xin lỗi việc đạo nhái, và Yusuke tham gia Phantom Thief với mật danh Fox, tìm cách phát triển phong cách nghệ thuật cá nhân sau khi bị lạm dụng trong nhiều năm.
Vài ngày sau, ngôi sao tuổi teen Goro Akechi xuất hiện trên TV, tố cáo Phantom Thief là tội phạm làm xáo trộn trái tim của mọi người. Trong thời gian này, chủ tịch hội học sinh Shujin Makoto Niijima đã bị hiệu trưởng trường Kobayakawa gây áp lực để tìm ra danh tính của Phantom Thief nhằm hỗ trợ cảnh sát, nhưng không biết rằng liệu hiệu trưởng có động cơ thầm kín nào không. Sau đó cô phát hiện ra nhân vật chính, Ryuji, Ann và Yusuke là thành viên của Phantom Thieves và yêu cầu họ giúp cô điều tra một nhóm tội phạm. Nhân vật chính sử dụng các mối liên hệ của mình để khám phá băng đảng do Junya Kaneshiro dẫn đầu, nhưng họ không thể giải quyết vấn đề dẫn đến việc Makoto phải đối mặt với chính Kaneshiro, khiến tất cả bọn họ gặp rắc rối khi anh ta cố gắng tống tiền họ hàng triệu yên. Tuy nhiên, điều này cho phép họ khám phá ra bản chất Palace của Kaneshiro là tham vọng thâu tóm Shibuya. Makoto ghê tởm hành động của Kaneshiro và sự bất lực của chính cô trong việc giải quyết vấn đề đã đánh thức Persona của cô là Johanna. Với sự giúp đỡ của Makoto với tư cách là chiến lược gia cho Phantom Thief, mật danh Queen, họ đã đánh cắp thành công kho báu của Kaneshiro, giải thoát họ khỏi trò tống tiền và khiến hắn bị bắt giữ.
Trong kì nghỉ hè, nhóm Phantom Thieves bị 1 nhóm hacker tên là Medjed khiêu khích, họ đe dọa sẽ tìm ra và công khai danh tính của cả nhóm. Đồng thời cả nhóm cũng bất ngờ được một hacker bí ẩn khác tên là Alibaba tiếp cận, vị hacker hứa sẽ giúp nhóm chống lại Medjed nếu cả nhóm giúp Alibaba một việc, đánh cắp trái tim của chính họ. Hành động của Alibaba khiến họ phát hiện ra Alibaba không ai khác chính là Futaba Sakura, con gái nuôi của Sojiro, một cô gái sống khép kín sau khi chứng kiến cái chết của mẹ. Trong Palace của Futaba, có hình dáng một "ngôi mộ" mà cô bị mắc kẹt, họ phát hiện ra Futaba muốn kho báu của mình bị đánh cắp để giải thoát cho những suy nghĩ tự tử và cảm giác tội lỗi của cô đối với cái chết của mẹ. Khi Futaba phát hiện ra cô cũng có thể vào Palace của chính mình, cô phải đối mặt với Shadow của bản thân trong khi nhóm Phantom Thieves phải đối mặt với quan điểm nhận thức của cô về mẹ cô, Wakaba Isshiki, khi này đã trở thành một con quái vật trong tâm trí cô. Khi Futaba cuối cùng chấp nhận rằng cô không có lỗi cho cái chết của mẹ, Shadow của cô biến thành Persona Necronomicon, cho phép cô giúp Phantom Thief xoay chuyển cuộc chiến chống lại quái vật, thay đổi thành công trái tim và giải thoát cô khỏi cảm giác tội lỗi. Phantom Thieves cũng phát hiện ra Wakaba đang nghiên cứu về nhận thức psience, có một số mối liên hệ với khả năng của họ để vào Metaverse và cũng có liên quan tới cái chết của bà.
Khi kỳ nghỉ hè kết thúc, Futaba lần đầu tiên bước ra ngoài, cô quyết định gia nhập nhóm và lấy mật danh Oracle. Phantom Thieves đắm mình trong vinh quang danh nổi tiếng chớm nở, bắt đầu từ việc đi biển và du lịch nước ngoài đến Hawaii. Sau đó nhóm mở 1 cuộc bình chọn trên fansite để nhờ các fan lựa chọn mục tiêu tiếp theo của nhóm. Tuy nhiên, do ảnh hưởng của sự nổi tiếng đã khiến họ ít nhạy cảm hơn với các vấn đề của người khác. Bao gồm Morgana, người bắt đầu lo lắng về danh tính, vai trò và giá trị của bản thân trong nhóm. Tuy nhiên, trở về sau chuyến đi Hawaii, cả nhóm đã tỉnh táo trở lại khi phát hiện ra Hiệu trưởng Kobayakawa đã chết một cách bí ẩn trên đường đến đồn cảnh sát. Trong cuộc họp về mục tiêu trong cuộc thăm dò, Kunikazu Okumura đột nhiên bắt đầu đặt câu hỏi liệu họ có nên nhắm mục tiêu chỉ dựa trên ý kiến của công chúng hay không. Tuy nhiên, cơn thèm khát danh tiếng của họ đã gây ra hiểu lầm, gây ra cuộc tranh cãi giữa Morgana và những người còn lại trong nhóm, về danh tính của Morgana, cuối cùng dẫn đến việc cậu rời nhóm để chứng tỏ bản thân, khẳng định cậu sẽ tự bắt được thủ phạm đằng sau những màn tự sát bí ẩn.
Lo lắng cho cậu, Phantom Thieves điều tra Palace của Okumura, có hình dạng giống như một trạm tàu vũ trụ. Trên đường đi, họ phát hiện ra ông chỉ coi nhân viên như những người máy có thể thay thế. Mặc dù điều này thúc đẩy họ xâm nhập vào Palace của ông, nhưng họ phát hiện ra Morgana đi chung với một người có thể đi qua máy quét sinh trắc học của Palace, và ngày hôm sau họ phát hiện ra cô ấy không ai khác chính là con gái của Okumura, Haru Okumura, cô tuyên bố cũng muốn thay lòng đổi dạ của cha nhằm chấm dứt tình trạng ngược đãi nhân viên. Tuy nhiên, đó chỉ là lý do phụ, lí do chính là vì cô bị chính cha mình sử dụng cho mục đích riêng của bản thân, bằng cách sắp xếp một cuộc hôn nhân với Sugimura, con trai của một chính trị gia có tầm ảnh hưởng. Cuối cùng, tình cảm giữa Morgana và những người khác được hàn gắn lại thông qua mong muốn chung của họ là giúp đỡ Haru đối đầu với vị hôn phu bạo hành. Ngoài ra, Haru khuyến khích Morgana vượt qua nỗi sợ hãi loài người, cho phép cậu gia nhập lại Phantom Thieves. Haru cũng tham gia đội với mật danh là Noir, sau đó đánh thức Persona Milady khi đối đầu với phiên bản nhận thức của Sugimura trong Palace của cha cô.
Cùng nhau, Phantom Thieves đã đánh cắp kho báu của Okumura và thay đổi trái tim của ông, nhưng sau khi họ bỏ Shadow của ông ta ở lại, một kẻ khác xuất hiện trong Palace và giết Shadow của Okumura. Trong khi nhóm Phantom Thieves ăn mừng thành công của Haru tại Tokyo Destinyland, họ kinh hoàng chứng kiến cảnh ông Okumura qua đời trên sóng truyền hình trực tiếp sau khi suy sụp tinh thần. Công chúng dần dần tin rằng Phantom Thieves phải chịu trách nhiệm cho cái chết này, khiến họ mang tiếng xấu và bị ghét bỏ. Trong cuộc điều tra sau đó, Haru tình cờ nghe được hiệu trưởng Kobayakawa cũng nhận được một thẻ khiêu chiến, khiến cô đặt câu hỏi liệu Phantom Thieves cũng đứng đằng sau cái chết của hiệu trưởng, điều mà tất cả họ đều biết rõ đó không phải là sự thật. Các sự kiện sau đó cũng đã thúc đẩy sự nổi tiếng của Akechi, dẫn đến việc trường học mời anh đến tham gia lễ hội văn hóa. Trong một bài phát biểu, Akechi tiết lộ anh đã phỏng đoán ra được danh tính của Phantom Thieves, nhưng trước khi anh ta thông báo điều này, anh nhận được một cuộc gọi và yêu cầu nhóm nói chuyện riêng với anh ta. Anh tiết lộ cho họ tất cả rằng anh đã xác định họ là Phantom Thieves, và thậm chí còn có một bức ảnh chụp họ vào Metaverse. Nhưng anh nói rằng họ không thể chịu trách nhiệm cho chuyện này được bởi vì anh cũng đã vào Metaverse và gặp phải thủ phạm thực sự và đã sống sót nhờ có Persona Robin Hood để tự vệ. Anh tham gia nhóm với mật danh Crow và thuyết phục họ thâm nhập vào Palace của công tố viên Sae Niijima, em gái của Makoto, vì anh đã phát hiện ý thức về công lý của cô ấy đã lệch lạc và cần phải thay đổi trái tim cô trước khi cô kết án oan một người nào đó là Phantom Thieves.
Bên trong Palace của Niijima, nơi đã biến thành một sòng bạc gian lận, họ phát hiện ra nguồn gốc mong muốn của cô ấy là có được bản án kết tội bất kể giá nào, họ thành công đánh bại Shadow của cô ấy và thuyết phục cô ấy thay đổi cách thức của mình, đột nhiên Palace bị xâm nhập bởi hàng chục cảnh sát từ thế giới thực. Nhân vật chính đồng ý tự mình đi đánh lạc hướng cảnh sát, giúp đồng đội của anh thoát thân. Khi anh bị bắt, tên cảnh sát nói rằng một trong những đồng đội đã bán đứng anh ta.
Bị cảnh sát giam giữ, nhân vật chính bị đánh thuốc mê, bị đánh đập và buộc phải ký vào bản thú tội giả đến khi Sae vào phòng giam để thẩm vấn anh, đó chính là thời điểm vừa bắt đầu trò chơi. Tùy thuộc vào cách nhân vật chính trả lời câu hỏi của Sae sẽ dẫn đến kết cục khác nhau, nếu tiết lộ tên của bạn bè và đồng đội của mình sẽ dẫn đến một "kết thúc tồi tệ" khi anh bị ám sát bởi kẻ phản bội, hoặc nếu ma túy bắt đầu hết và anh ta nhớ ra sự thật, thuyết phục Sae thì trò chơi sẽ tiếp tục và dẫn tới " kết thúc tốt đẹp". Sae sau đó sẽ lấy điện thoại di động của mình và đưa nó cho Akechi trên đường ra khỏi phòng thẩm vấn. Sau khi Sae rời đi, và cô đi ngang qua Akechi ở hành lang, Akechi tự mình nói chuyện với nhân vật chính, lấy súng của người bảo vệ rồi giết người bảo vệ và nhân vật chính, sau đó gọi cấp trên của mình là Masayoshi Shido rằng anh ta đã thành công trong nhiệm vụ của mình. Nếu nhân vật chính thành công trong việc thuyết phục Sae về sự thật, cô ấy sẽ cho Akechi xem điện thoại và nhận được hướng dẫn từ "Alibaba" ở đầu dây bên kia để làm theo lời cô ấy nói. Ngày hôm sau, tin tức thông báo rằng thủ lĩnh của Phantom Thieves đã tự sát khi bị giam giữ, nhưng các thành viên trong băng đều biết rõ sự thật.
Tất cả họ gặp nhau tại Leblanc ngày hôm sau, nhân vật chính vẫn còn sống và khỏe mạnh. Họ không bao giờ đánh cắp kho báu của Sae, cho phép Makoto thuyết phục Shadow Sae tạo ra một bản sao nhận thức của phòng thẩm vấn, nhân vật chính và người bảo vệ của anh ta trong Metaverse, khi Palace mở rộng đến đồn cảnh sát. Tất cả họ đều phát hiện ra Akechi đã âm mưu chống lại họ ngay từ đầu, sau khi Morgana nhớ lại nhiều tháng trước Akechi đã nghe được cậu ta nói ở đài truyền hình, nhưng chỉ những ai từng nghe cậu ta nói trong Metaverse mới có thể nghe thấy cậu nói trong hình dạng một con mèo ở thế giới thực. Với sự giúp đỡ của Sojiro và Sae, Phantom Thieves nhận ra rằng họ đã bị Masayoshi Shido thao túng ngay từ đầu, vì hắn đã âm mưu lợi dụng Phantom Thieves để tăng sự nổi tiếng của mình với mọi người để trở thành Thủ tướng, và hắn ta đã sử dụng Wakaba Isshiki nghiên cứu về khả năng nhận thức để điều khiển Metaverse theo ý mình. Thật vậy, tất cả các Palace khác mà họ đã xâm nhập đều có mối liên hệ trực tiếp nào đó với kế hoạch của Shido: Hiệu trưởng Kobayakawa cố ý để Kamoshida lạm dụng học sinh và cố gắng sử dụng Makoto để bịt miệng cuộc tranh cãi xung quanh trường, đạo tác phẩm của Madarame đã tài trợ cho Shido cũng như vụ tống tiền do Kaneshiro âm mưu, kẻ đóng giả Medjed là một trong những tay chân của Shido định thừa nhận thất bại để củng cố sự nổi tiếng của Phantom Thieves (việc Futaba đột nhập là một sự kiện bất ngờ, nhưng đã bị bỏ qua vì nó có lợi cho hắn) , và Okumura cũng là 1 phần của âm mưu, hắn đã hack trang web Phantom Aficionado để đẩy Okumura lên đầu bảng xếp hạng của họ để có thể quy tội họ đã giết người.
Cuộc đối đầu với Shido sau đó khiến nhân vật chính nhớ ra rằng Shido chính là kẻ đã khiến anh bị bắt oan vào đầu năm, tất cả là một phần trong nỗ lực của hắn ta để giữ hồ sơ trong sạch của bản thân và giành chiến thắng trong cuộc bầu cử Thủ tướng Nhật Bản mà không bị phản đối. Sau khi nhận ra rằng hắn ta coi National Diet là con tàu mà hắn phải chèo lái, Phantom Thieves thâm nhập vào Palace của Shido để tìm một con tàu du lịch đang đi qua một Tokyo đang chìm, nơi họ đối đầu với những sinh vật Nhận thức, những kẻ mà Shido đã tìm cách biến thành những Shadow mạnh mẽ để bảo vệ hắn ta. Sau khi đánh bại năm người đàn ông này, họ phải đối mặt với Akechi, người đã nhận ra rằng nhân vật chính vẫn chưa chết. Anh chiến đấu với Phantom Thieves, bộc lộ sức mạnh bẩm sinh và thừa nhận chính anh là kẻ đứng sau tất cả các cái chết bí ẩn trước đây. Đây là một phần trong kế hoạch của anh ta để đưa Shido lên nắm quyền và sau đó chiếm lấy quyền lực đó khi anh ta tiết lộ với Thủ tướng mới rằng anh là đứa con hoang của ông ta, tất cả để trả thù vì đã khiến mẹ anh tự tử. Cuối cùng khi bị đánh bại bởi Phantom Thieves, anh ta đã khiến trái tim của chính mình phát điên và triệu tập Persona thật của mình, Loki, để chiến đấu với họ một lần nữa.
Sau khi họ một lần nữa đánh bại anh ta thành công, phiên bản nhận thức của Shido về Akechi xuất hiện để giết Akechi thật, Shido đã phỏng đoán rằng Akechi là con trai của mình và anh ta không thể đe dọa sức mạnh của hắn. Tuy nhiên Akechi đã nhận ra lỗi lầm của mình và giúp Phantom Thieves, nhốt anh trong một căn phòng với phiên bản nhận thức của chính mình và lũ sẽ tràn vào giết cả hai người và cứu những người khác. Sau đó, Phantom Thieves đã đến được địa điểm của kho báu, và quay trở lại thế giới thực để quay một đoạn video phát tới toàn Nhật Bản rằng thủ lĩnh của họ vẫn còn sống và họ sẽ bắt Shido phải trả giá cho hành vi sai trái của mình. Họ đánh bại Shadow Shido thành công, nhưng điều này khiến Shido thật nhận ra rằng có gì đó không ổn, vì vậy anh ta cố gắng giết Phantom Thieves bằng cách uống một loại thuốc độc tạm thời tự sát, phá hủy Palace của anh ta và mọi người bên trong. Nhưng Phantom Thieves vẫn sống sót, và các phụ tá của Shido phát hiện ra rằng nhóm đã thay đổi trái tim của hắn thành công, khiến họ hoảng sợ, đặc biệt là sau khi hắn thừa nhận mọi hành vi sai trái của mình trực tiếp trên truyền hình. Tuy nhiên, dường như không ai nghĩ rằng Phantom Thieves, những người mà họ tin rằng không tồn tại, có liên quan gì đến chuyện này, và Shido chỉ đơn giản là bị ốm.
Điều này khiến Phantom Thieves phải điều tra Mementos vào đêm Giáng sinh để thay đổi trái tim của tất cả mọi người bằng cách đánh cắp kho báu của công chúng. Họ phát hiện ra rằng người dân Tokyo đột nhiên quyết định cho phép mình bị giam cầm bởi những áp đặt của xã hội nói chung, rằng việc cho phép bản thân tham gia vào một thế lực lớn hơn kiểm soát họ sẽ dễ dàng hơn là tự quyết định cuộc sống của họ. Sâu bên trong Mementos, họ tìm thấy kho báu của công chúng, một Chén Thánh khổng lồ, nói với họ và yêu cầu họ phục tùng sức mạnh của nó. Họ đã không thành công trong việc đánh bại Chén Thánh và bị đẩy ra khỏi Mementos, rồi họ nhận thấy rằng Shibuya và Mementos đang bắt đầu hợp nhất với nhau, và tất cả họ đều đang biến mất vì Phantom Thieves đã không còn xuất hiện trong nhận thức của công chúng nữa.
Nhân vật chính thức dậy trong Velvet Room một lần nữa, Igor mắng mỏ anh vì đã thất bại, và ra lệnh cho Caroline và Justine xử tử anh. Sau một trận chiến khiến nhân vật chính suýt chết, hai cô gái nhận ra rằng có điều gì đó kỳ lạ, và yêu cầu nhân vật chính kết hợp họ lại với nhau giống như họ đã hợp nhất Personas cho anh ta trong năm qua. Điều này biến hai người họ trở lại hình dạng ban đầu: Lavenza. Sau đó, Lavenza tiết lộ rằng "Igor" đó là kẻ mạo danh, hắn đã tạo nên tất cả các sự kiện trong năm qua chống lại nhân vật chính trong một trò chơi để quyết định số phận của nhân loại và nhân vật chính lẫn Akechi chính là "người chơi". "Igor" giả sau đó đưa ra cho nhân vật chính một sự lựa chọn: hoặc cho phép hắn kiểm soát nhân loại và trở thành trợ lý của hắn, khôi phục thế giới trở lại bình thường nhưng sẽ bị nắm giữ, hoặc từ chối hỗ trợ hắn ta. Nếu anh chấp nhận, kết xấu sẽ bắt đầu diễn ra, nhưng không phải trước khi Lavenza bày tỏ sự thất vọng của cô với anh vì đã chấp nhận thỏa thuận của vị thần giả. Nếu anh ta từ chối, "Igor" rời đi để trở thành một với Chén Thánh một lần nữa, và Lavenza tiết lộ Igor thực sự đã bị mắc kẹt ở đây suốt thời gian qua và bạn bè của nhân vật chính vẫn còn sống ở nơi khác trong "nhà tù" của Velvet Room. Sau khi giải thoát cho những người bạn của mình, Lavenza và Igor thật giúp anh ta trở về Tokyo, và Morgana cuối cùng cũng nhớ ra rằng Igor thật đã tạo ra cậu bằng cách sử dụng hy vọng tự do của nhân loại để tìm và hỗ trợ người có thể giúp mình trên hành trình ngăn chặn cái ác đằng sau Chén Thánh.
Phantom Thieves thực hiện sứ mệnh cuối cùng thực sự của họ là phá hủy Chén thánh, những người bạn và những người có mối liên hệ (quản trị viên Phan-site Yuuki Mishima, giáo viên chủ nhiệm Sadayo Kawakami, bác sĩ Tae Takemi, chủ tiệm súng mô hình Munehisa Iwai, thầy bói Chihaya Mifune, nhà báo điều tra Ichiko Ohya, thần đồng trò chơi điện tử Shinya Oda, chuyên gia shogi Hifumi Togo, cựu chính trị gia Toranosuke Yoshida và Sojiro Sakura và Sae Niijima) đã tập hợp công chúng, khiến họ tin rằng Phantom Thieves tồn tại và tiết lộ nỗi kinh hoàng xung quanh họ. Phantom Thieves đánh bại Shadows của 4 tống lãnh thiên thần; Uriel, Raphael, Gabriel và Michael trên đường đi và cố gắng đến được Chén Thánh một lần nữa và chiến đấu với nó, nhưng nó sớm biến thành hình dạng thật của mình, thần Yaldabaoth, người trừng phạt Phantom Thieves bằng Thất Hình Đại Tội khác nhau cho đến khi công chúng cuối cùng đã tin tưởng vào Phantom Thieves, đủ để giúp họ thoát khỏi sự kiểm soát của Yaldabaoth. Điều này cho phép nhân vật chính đánh thức Persona Satanael để cuối cùng tiêu diệt Yaldabaoth và cứu nhân loại. Điều này gây ra sự sụp đổ hoàn toàn của Metaverse, và Morgana gửi lời chào tạm biệt đến bạn bè của mình. Tất cả mọi người được cứu, và Tokyo trở lại bình thường, băng nhóm quyết định tổ chức một bữa tiệc để ăn mừng thành công của họ vào ngày Giáng sinh. Tuy nhiên, Sae đã gặp mặt nhân vật chính, nói với anh rằng để truy tố Shido, anh phải tự mình đến gặp cảnh sát để cung cấp lời khai để không ai trong số bạn bè của anh bị bắt giữ, vì Akechi, thủ phạm đằng sau các vụ đột tử, đã được báo cáo là mất tích. Những thành viên trong nhóm biết về tin tức khủng khiếp này vào ngày hôm sau và dành vài tháng tiếp theo để cố gắng giải thoát cho anh, cũng như tất cả những người thân tín khác của anh. Vào mùa xuân, Shido đã bị xét xử thành công và hành động của mọi người đã khiến người phụ nữ mà anh cứu năm trước phải khai lại lời khai, giúp anh trắng án và xóa bỏ tiền sử phạm tội của anh. Bây giờ là một người tự do, nhân vật chính quay trở lại Tokyo lần cuối để dành thêm một ngày với bạn bè của mình trước khi trở về quê hương của mình. Morgana cũng trở lại, sống sót sau sự sụp đổ của Metaverse do mọi người trong nhóm của Phantom Thieves vẫn giữ cậu trong nhận thức của họ. Cậu quyết định dành phần còn lại của cuộc đời mình bên nhân vật chính để xem liệu có cách nào giúp cậu thực sự trở thành một con người hay không. Sau khi trải qua Ngày lễ tình nhân ở Leblanc, nhân vật chính trở về nhà với những người bạn ở bên cạnh, đưa anh trở về quê hương của mình.

#### Persona 5 Royal
Trong Persona 5 Royal, hai nhân vật mới tương tác với Phantom Thief: Kasumi Yoshizawa, một vận động viên thể dục nhịp điệu thành công, người đã chuyển đến Shujin cùng lúc với Joker và Takuto Maruki, một cố vấn trường được thuê sau khi Kamoshida bị phát giác mọi chuyện. Kasumi thức tỉnh Persona của mình sau khi gọi Joker đến Cung điện mới ở Odaiba. Maruki, lần lượt nói chuyện với từng thành viên của Phantom Thieves, biết được những mong muốn sâu sắc nhất của họ. Vào đầu năm sau, Joker thấy thực tế bị bóp méo; Akechi được thả ra mà không có lý do, và mong ước sâu sắc nhất của tất cả thành viên Phantom Thief đều thành hiện thực. Joker, Akechi và Kasumi điều tra Cung điện ở Odaiba, gần cuối Cung điện, Kẻ trộm bóng ma biết được rằng Maruki là chủ của Cung điện này và là một trong những nhà nghiên cứu ban đầu về khả năng nhận thức. Khi anh chuẩn bị kết hôn với vị hôn thê Rumi, cha mẹ cô đã bị giết trong một vụ trộm trong nhà. Thủ phạm đã bị tóm gọn, nhưng Rumi rơi vào trạng thái rối loạn căng thẳng sau sang chấn (Posttraumatic stress disorder - PTSD) dẫn đến việc cô ấy bị mắc căn bệnh catatonic. Trong sự tuyệt vọng của Maruki, một thực thể vô danh đã tìm đến anh và bí ẩn trao cho Maruki sức mạnh để giúp Rumi vượt qua cái chết của cha mẹ cô, với cái giá là cô mất ký ức về mối quan hệ của họ. Thông qua ảnh hưởng của Yaldabaoth, Maruki cũng điều khiển Mementos, đã chiếm đoạt nó từ Phantom Thief sau khi họ thú nhận mong muốn của mình với anh ta trong các buổi tư vấn.
Maruki tiết lộ rằng "Kasumi" thật ra chính là Sumire, Kasumi là chị gái sinh đôi của cô và Sumire đã mạo danh thành Kasumi để vượt qua nỗi đau cái chết của Kasumi - người đã mất do tai nạn xe, và cho Joker thời gian để lựa chọn có chấp nhận thực tế lý tưởng hóa của anh ta hay không. Joker nhắc nhở Phantom Thief và Sumire về cuộc sống thực của họ và họ đồng ý thay đổi trái tim của Maruki. Vào đầu tháng 2, Joker biết được từ Maruki rằng Akechi đã được đưa trở lại thực tại từ mong muốn của Joker để cứu anh ta và việc anh ta có tiếp tục sống hay không phụ thuộc vào việc Joker chấp nhận thế giới của Maruki hay không. Lựa chọn của người chơi tại thời điểm này sẽ dẫn đến kết khác nhau. Để dẫn đến kết tốt thì Joker phải từ chối lời đề nghị của Maruki và Phantom Thief sẽ đánh bại Maruki vào ngày hôm sau. Thực tế trở lại bình thường, và khi Akechi mất tích, Joker thấy mình trở lại trong tù, nhưng với sự giúp đỡ của Phantom Thief và những người khác, anh được thả ra.
Trong cuộc họp cuối cùng sau khi Joker được thả, mỗi thành viên của Phantom Thief chọn theo đuổi tương lai của họ. Vào ngày anh chuẩn bị trở về nhà, Joker trốn thoát các đặc vụ chính phủ với sự giúp đỡ của cả Phantom Thief và Maruki đã hoàn lương, hiện đang là tài xế taxi. Tại nhà ga, Sumire tìm thấy anh và chào tạm biệt anh. Một cảnh hậu danh đề đạt được thông qua các yêu cầu chơi trò chơi nhất định cho thấy một người giống như Akechi đi ngang qua cửa sổ trên chuyến tàu về nhà của Joker.

## Phát triển
Persona 5 được P-Studio phát triển trong suốt 5 năm, một xưởng sản xuất game tại Atlus, xưởng này có vai trò đảm nhận toàn bộ sê-ri Persona. Việc phát triển được chuẩn bị vào năm 2008, cùng thời điểm phát hành Persona 4, và cuối cùng tiến hành vào phát triển vào năm 2011 cùng thời gian phát hành Catherine. Người chỉ đạo phát triển là Hashino Katsura, cho biết Persona 5 sẽ là game cuối cùng ông phát triển với tư cách là người dẫn đầu của P-Studio sau khi ông rời xưởng và tự lập một xưởng mới tên là Team Zero để tập trung vào dự án khác. Ban đầu chỉ có 40 người tham gia sản xuất, con số này tiếp tục tăng lên 70, trong đó bao gồm người chỉ đạo khâu thiết kế là Maeda Naoya. Quá trình phát triển là một thử thách lớn với nhóm, dẫn đến nhiều thay đổi khác nhau và do phải đổi mặt với vấn đề phần cứng.

## Đón nhận

### Đánh giá
Persona 5 đã được coi là một trong những trò chơi nhập vai hay nhất mọi thời đại, nhận được "sự hoan nghênh toàn cầu" theo trang tổng hợp đánh giá Metacritic. Famitsu đã đánh giá tích cực về trò chơi, với điểm số gần như tuyệt đối. Tạp chí PlayStation Official - Vương quốc Anh mô tả trò chơi là "một kiệt tác không thể lung lay". Một trong những khía cạnh của trò chơi được đánh giá cao là phong cách đồ họa và hướng nghệ thuật của nó. Chất lượng bản địa hóa tiếng Anh của trò chơi là một trong số ít khía cạnh bị chỉ trích, với Polygon mô tả nó là "tầm thường trầm trọng". Một trò chơi khác là xử lý các chủ đề LGBT. Kenneth Shepard kết luận rằng Persona 5 coi những người đồng tính nam "đỡ thì là trò đùa, tệ thì gây tranh cãi nặng nề". Những cảnh này đã được thay đổi trong phiên bản phương Tây của Persona 5 Royal.
Famitsu khen ngợi những nhân tố mới của Persona 5 Royal. Những người khác ở Nhật Bản bày tỏ sự thất vọng rằng thay vào đó, nội dung có thể được phân phối dưới dạng bản mở rộng cho trò chơi gốc. IGN đã liệt kê nó là một trong những trò chơi nhập vai đương đại hay nhất.

### Doanh số
Trong tuần đầu phát hành, phiên bản PS4 của trò chơi đạt 264,793 bản trong khi phiên bản PS3 bán được 72,974 bản, với tổng doanh số hiện tại là 337,767 bản. Persona 5 trở thành game bán chạy nhất trong series, vượt qua phần game thứ nhất Revelations: Persona. Theo một bản báo cáo của đạo diễn trò chơi là Hashino, cho biết trong tháng 9 năm 2016, hơn 550,000 bản đã được bán ra. Chỉ trong 3 tuần ra mắt tại Nhật Bản, Persona 5 là game bán chạy nhất của Atlus trong nước.

### Giải thưởng
Persona 5 đã thắng 2 giải tại Japanese 2016 PlayStation Awards. Tại The Game Awards 2017, trò chơi được đề cử cho giải "Trò chơi của năm", "Đạo diễn nghệ thuật tốt nhất", "Điểm số/Âm nhạc tốt nhất", và "Trò chơi nhập vai hay nhất", thắng giải "Trò chơi nhập vai hay nhất". Trò chơi được vinh danh là trò hay thứ nhì của năm 2017 bởi GameSpot, chỉ sau The Legend of Zelda: Breath of the Wild. Tại IGN's "Best of 2017" awards, trò chơi đã thắng giải RPG hay nhất, và được đề cử Trò chơi của năm, Trò PlayStation 4 hay nhất, đạo diễn nghệ thuật tốt nhất, cốt truyện hay nhất, và âm nhạc hay nhất. Trò chơi cũng được đề cử " Trò chơi Quốc tế Hay nhất" tại 2017 Ping Awards, và giải "Âm nhạc hay nhất", "Phong cách hay nhất" bởi Giant Bomb.
Persona 5 Royal thắng giải "Best Music" tại Famitsu Dengeki Game Awards 2019. Trò chơi còn được đề cử tại hạng mục Game nhập vai hay nhất của giải thưởng The Game Awards 2020.

## Di sản
Atlus đã ra mắt nhiều trò chơi khác có liên quan tới Persona 5 gồm:

Ảnh bìa của Persona 5 Royal hệ máy PS4

### Persona 5 Royal
Được ra mắt tại Nhật với cái tên Persona 5: The Royal, là phiên bản nâng cấp của phiên bản gốc dành cho PlayStation 4 và các hệ máy khác sau này, tương tự như Persona 4 Golden trước đây. Phiên bản này có thêm sự góp mặt của thành viên mới trong Phantom Thief là Kasumi Yoshizawa, một Palace mới, phần âm nhạc mới, mở rộng cốt truyện và yếu tố xã hội, thêm học kì ba, và hỗ trợ thêm cho PlayStation 4 Pro, cùng với nhiều thay đổi và bổ sung. Atlus lần đầu giới thiệu trò chơi với tên Persona 5 R vào tháng 12, 2018, và tiết lộ đầy đủ vào tháng 4, 2019. Trò chơi được ra mắt vào ngày 31 tháng 10 năm 2019, và trên toàn thế giới vào ngày 31 tháng 3, 2020. Giống với phiên bản gốc, Domerica đồng sản xuất các đoạn phim anime cắt cảnh.

### Persona 5: Dancing in Starlight
Là một trò chơi âm nhạc dành cho PlayStation 4 và PlayStation Vita, ở Nhật được ra mắt với cái tên Persona 5: Dancing Star Night. Bao gồm hầu hết dàn nhân vật trong Persona 5, người chơi phải căn nút bấm hiển thị trên màn hình đến đúng vị trí để bấm trong lúc các bản nhạc người chơi lựa chọn để chơi được phát lên cùng lúc.

### Persona Q2: New Cinema Labyrinth
Trò chơi nhập vai dành cho hệ máy Nintendo 3DS và có lối chơi tương tự như sê-ri Etrian Odyssey, là spin-off của sê-ri Persona và là hậu bản của Persona Q: Shadow of the Labyrinth. Được ra mắt tại Nhật vào tháng 11, 2018 và toàn thế giới vào tháng 6, 2019. Trò chơi có sự góp mặt của dàn nhân vật từ cả 3 phần Persona 3, Persona 4 và Persona 5.

### Persona 5 Strikers
Một trò chơi thể loại hack and slash được phát triển bởi Omega Force trực thuộc Koei Tecmo, với lối chơi dựa trên sê-ri của hãng là Dynasty Warriors. Trò chơi được ra mắt tại Nhật cho hệ máy PlayStation 4 và Nintendo Switch vào năm 2020, và sẽ ra mắt trên toàn thế giới vào năm 2021 cho các hệ máy này cũng như Microsoft Windows. Cốt truyện sẽ trực tiếp tiếp diễn sau Persona 5.